# Tanacetum paradoxum
Tanacetum paradoxum (пижмо парадоксальне) — вид рослин з роду пижмо (Tanacetum) й родини айстрових (Asteraceae).

## Середовище проживання
Ендемік південно-західного Ірану.